# Thereva pilifrons
Thereva pilifrons är en tvåvingeart som beskrevs av Krober 1912. Thereva pilifrons ingår i släktet Thereva och familjen stilettflugor. Inga underarter finns listade i Catalogue of Life.